# 相馬南バイパス

相馬南バイパス（そうまみなみバイパス）は、福島県相馬市粟津から中野まで至る延長2.9キロメートル (km) の国道115号バイパスである。

## 概要
- 起点 : 福島県相馬市粟津
- 終点 : 福島県相馬市中野
- 距離 : 2.9 km
- 車線数 : 片側2車線

## 沿革
- 1999年（平成11年）11月：供用開始
- 2011年（平成23年）7月29日：起点がさらに西側へ延伸し、現道と直線的に結ばれるように線形改良される。

## 路線概況
- 相馬市粟津から国道115号の現道を分岐,相馬市街南側の今田・成田・中野地区を通り、県道394号（旧国道6号、中野交差点）へ抜ける道路として利用されている。
- 相馬市街地の渋滞緩和、常磐自動車道・東北中央自動車道（相馬福島道路）相馬IC及び福島市方面へのアクセス強化の役割をもつ。

## 接続・交差する道路
- 福島県道34号相馬浪江線（相馬市成田地区）
- 福島県道121号日下石新沼線（相馬市中野地区）
- 福島県道394号相馬新地線（相馬市中野交差点）
- 国道6号相馬バイパス（相馬市大曲交差点）
- 福島県道74号原町海老相馬線（相馬市大曲交差点）

## 橋梁
天神前橋
- 全長：72.8 m（上下線）
  - 主径間：35.9 m（上下線）
- 幅員：13.00 m (25.0 m)
- 形式：2径間鋼連続非合成鈑桁橋
- 施工：東開工業（上り線）・矢田工業（下り線）

粟津字粟津から今田字天神前に至り、二級水系宇多川を渡る。国道改良整備事業関連橋梁として建設された。総工費は上り線橋梁が5億3000万円。開通当初は上り線側を用いた暫定2車線で供用されていたが、2016年3月24日に当橋梁を含む1.4 kmが4車線化され、下り線側も供用が開始された。下り線側の総工費は6億800万円。
中野跨線橋
- 全長：328.0m
  - 主径間：47.0m
- 幅員：13.0(14.5)m
- 形式：3径間鋼連続鈑桁橋+3径間鋼連続箱桁橋+3径間鋼連続鈑桁橋(計9径間）
- 竣工：1999年度(上り線）2015年11月（下り線）

中野字寺前から字桜町、字大橋を経て成田字栗町に至り、JR常磐線と福島県道121号日下石新沼線とが交わる踏切付近で両者を渡る。上り線側橋梁を用い暫定2車線で供用されたのちに下り線側が開通し、現在は片側2車線で供用されている。橋梁の両端は県道121号に至る立体交差のランプが分岐しており、東側はバイパスの当初の起点である中野交差点である。上り線は橋上で車線が減少し、中野交差点以東は片側1車線となる。上り線の総工費は160億円。

## 周辺
- 常磐自動車道・東北中央自動車道 （相馬福島道路）相馬IC
- 相馬警察署
- ショッピングタウンベガ